# Dragoslava
Dragoslava je žensko osebno ime.

## Izvor imena
Ime Dragoslava je različica ženskega osebnega imena Draga.

## Pogostost imena
Po podatkih Statističnega urada Republike Slovenije je bilo na dan 31. decembra 2007 v Sloveniji število ženskih oseb z imenom Dragoslava: 58.

## Osebni praznik
Osebe z imenom Dragoslava lahko godujejo takrat kot Drago oziroma Draga.